# Land art industriale
La Land Art Industriale è una forma di arte contemporanea che incorpora le modalità della Land Art ma si caratterizza per l’intervento dell’artista non più sulla natura ma sul paesaggio legato all’industria. Le opere hanno come peculiarità l’uso di materiali e tecniche proprie dell’industria ribadendone l’importanza nel contesto urbano contemporaneo.

## Contesto
Nel contesto urbano delle prime due decadi del 2000 la riflessione sul rapporto uomo e natura muta radicalmente. I cambiamenti climatici e il decadimento della fiducia novecentesca verso lo sviluppo continuo gettano una nuova luce sulle rovine di quanto costruito fino ad ora. L’industria, prima motore della società, assume un ruolo sempre minore, gli stabilimenti sono sempre più piccoli e sopravvive unicamente chi ha saputo portare a frutto il proprio know how.
Questo nuovo contesto industriale inizia ad interessare diversi artisti sotto vari aspetti. Principalmente nasce un grande interesse verso le modalità produttive dei materiali, l’industria sa modificare e lavorare la materia dandole nuova vita, l’artista, sempre più lontano dall’essere artigiano e sempre più progettista, intuisce le potenzialità e comincia un rapporto diretto con queste realtà. 
Nascono le residenze in fabbrica e sempre più spesso il risultato viene spostato direttamente all’esterno dello stabilimento. 
Questo peculiare rapporto con il territorio e l’industria porta alla luce un nuovo modo di fare arte urbana, una Land Art che modifica il territorio produttivo.

## Definizione
Vengono definite opere di Land Art Industriale tutte quelle produzioni artistiche che nascono in rapporto diretto tra artista e industria e che si instaurano nel territorio.
Ne sono un esempio le installazioni all’esterno delle fabbriche, solitamente realizzate utilizzando i macchinari stessi a disposizione dell’azienda e dove l’artista agisce come progettista. 
La Land Art Industriale non può direttamente essere definita come un movimento, piuttosto come un insieme di pratiche e soprattutto di modalità di rapporto arte/azienda.
Nel 2020 il gruppo F/ART di Preganziol con Studio Tonnato promuovono la nascita del primo museo di Land Art Industriale lungo la strada del Terraglio.
Il Terraglio, crocevia di industria e storia, si presta perfettamente per la realizzazione di questo rapporto, ospitando opere che seguano i punti chiavi della Land Art Industriale.

## Il programma
Sebbene non vi sia una definizione ancora condivisa, per rendere programmatica la selezione delle opere per il Museo del Terraglio F/ART e Studio Tonnato hanno sviluppato un manifesto della Land Art Industriale.
Perché un’opera possa pienamente definirsi di Land Art Industriale deve essere realizzata secondo i seguenti punti programmatici:
1. L’artista non è protagonista assoluto dell’opera d’arte ma accetta che sia il luogo a completare il proprio lavoro;
2. L’industria va difesa in quanto scrigno della memoria;
3. L’industria non viene più solo protetta, ma interpretata anche nella sua assenza: cambia quindi il rapporto con il territorio;
4. Le opere sono collocate in un hic et nunc e sono costruite privilegiando materiali industriali. Esse escono dal paesaggio, per poi far ritorno nel territorio.

Cambiando i termini i significati non perdono di potenza. Il rapporto complesso all’interno del Terraglio tra industria, archeologia (le ville venete), cittadine e natura, diventa la chiave del lavoro, la leva, il fulcro diventano gli stabilimenti produttivi, da cui creare la spinta per il cambiamento percettivo.